# Hudson, North Carolina
Hudson är en ort i Caldwell County i North Carolina. Orten har fått sitt namn efter grundaren David Hudson. Enligt 2020 års folkräkning hade Hudson 3 780 invånare.